# Berthe Burgkan
Berthe Mathilde Burgkan, née le 10 décembre 1855 à Paris et morte à Paris 13e le 28 décembre 1936, est une peintre française. 

## Biographie

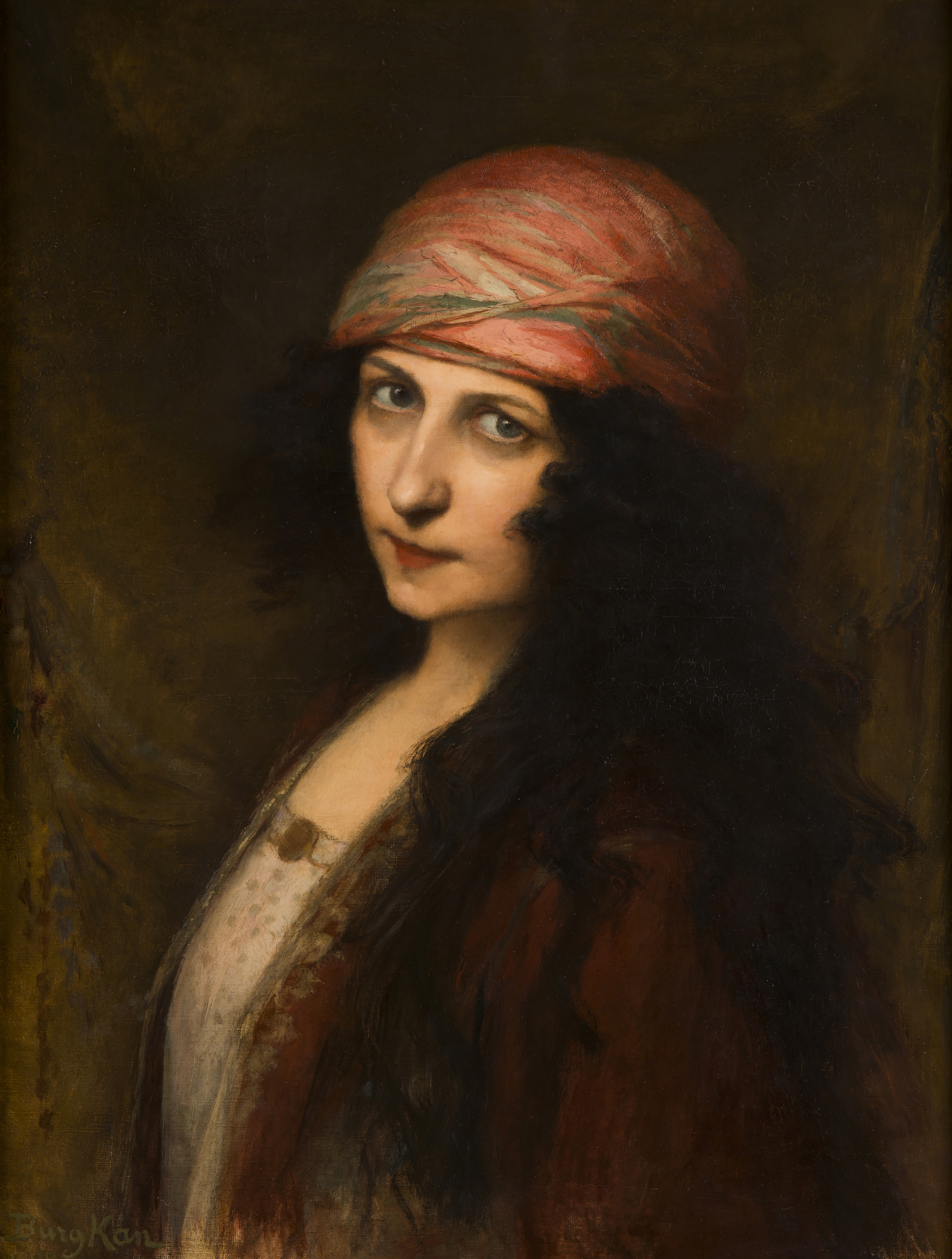
Hérodiade, 1899

Élève de Gustave Boulanger à l'école nationale des beaux-arts et de Jules Joseph Lefebvre et Tony Robert-Fleury à l'Académie Julian, elle obtient une mention honorable au Salon des artistes français en 1885 et à l'exposition universelle de Paris de 1889. Elle expose aussi aux Arts de la Femme entre 1878 et 1920.
En 1893, elle expose au Musée des sciences et de l'industrie de Chicago lors de la World's Columbian Exposition.
On lui doit des scènes de genre et des compositions florales ainsi que des œuvres d’inspiration symboliste.